# Матино, Сюто
Сюто Матино (яп. 町野 修斗; род. 30 сентября 1999, Миэ) — японский футболист, нападающий мёнхенгладбахской «Боруссии» и национальной сборной Японии.

## Карьера

### Начало карьеры
Футболом стал заниматься в возрасте 3 лет по наставлению своего отца, который на тот момент был тренером в клубе «Накасе». Затем ещё футболист пробыл в структуре клуба «Аведина Соль». В юношеском возрасте выступал за футбольную команду средней школы Райсейша, где стал одним из основных игроков. Затем вскоре заинтересовал японский клуб «Иокогама Ф. Маринос», который в ноябре 2017 года объявил об переходе игрока в зимнее трансферное окно. За основную команду клуба футболист так и не дебютировал, лишь единожды попав в заявку в сезоне 2018 года на матч Кубка Джей-лиги.

### «Джираванц Китакюсю»
В феврале 2019 года отправился в аренду в клуб «Джираванц Китакюсю» из Третьего дивизиона. Дебютировал за клуб 10 марта 2019 года в матче против второй команды клуба «Токио», где также отличился результативной передачей. Дебютными голами отличился 26 мая 2019 года в матче Кубка Императора против команды Университета Токуяма, записав на свой счёт дубль. Дебютным голом в чемпионате отличился 9 июня 2019 года в матче против клуба «ИСКК Иокогама». Сам футболист сразу же закрепился в основной команде клуба и по окончании сезона помог завоевать чемпионство в Третьем дивизионе. За время арендного соглашения провёл за клуб 31 матч во всех турнирах, в которых отличился 10 голами и 3 результативными передачами.
В январе 2020 года пополнил ряды клуба «Джираванц Китакюсю» на постоянной основе. Дебютный матч во Втором дивизионе Джей-лиги 23 февраля 2020 года против клуба «Ависпа Фукуока». Затем чемпионат был приостановлен в связи с пандемией COVID-19. После возобновления чемпионата футболист первоначально не попадал в заявку на матчи из-за коронавирусной инфекции. Первый матч во возвращению сыграл 25 июля 2020 года против клуба «Ренофа Ямагути», где футболист отдал результативную передачу. Первым голом отличился 2 августа 2020 года в матче против клуба «Мацумото Ямага». В матче 23 августа 2020 года против клуба «Токио Верди» записал на свой счёт дубль. По ходу сезона оставался одним из ключевых игроков в клубе, отличившись 7 голами и 8 результативными передачами. Вместе с клубом остановились на 5 месте в турнирной таблице.

### «Сёнан Бельмаре»
В декабре 2020 года японский клуб «Сёнан Бельмаре» объявил о подписании футболиста. Дебютировал за клуб 10 марта 2021 года в матче против клуба «Касима Антлерс». В своём следующем матче 13 марта 2021 года против клуба «Вегалта Сэндай» забил свой дебютный гол. Футболист быстро закрепился в основной команде клуба, чаще выходя на матчи в стартовом составе. В своём дебютном сезоне за клуб провёл 35 матчей во всех турнирах, в которых отличился 4 голами и 4 результативными передачами.
Сезон 2022 года начал с домашнего поражения 19 февраля 2022 года против клуба «Касива Рейсол». Первым голом отличился 26 февраля 2022 года в матче против клуба «Саган Тосу». В матче 21 мая 2022 года против клуба «Виссел Кобе» записал на свой счёт дубль. В следующем матче 25 мая 2022 года против клуба «Кавасаки Фронтале» отличился ещё одним дублем. Стал первым игроком в клубе с 1998 года после Вагнера Лопеса, который смог отличился дважды оформленными дублями в 2 подряд матчах. Очередным своим дублем отличился 29 октября 2022 года в матче против клуба «Саган Тосу». По итогу сезона стал лучшим бомбардиром своего клуба, записав в свой актив 15 забитых голов во всех турнирах, а также отличился 2 результативные передачи.
Новый сезон начал с матча 28 февраля 2023 года против клуба «Саган Тосу», отличившись дублем из результативных передач. В следующем матче 24 февраля 2023 года против клуба «Иокогама» отличился своим первым в сезоне забитым голом. В матче 1 апреля 2023 года против клуба «Гамба Осака» футболист отличился забитым покером. За первую половину сезона футболист отличился 9 забитыми голами и 3 результативными передачами.

### «Хольштайн»
В июле 2023 года футболист перешёл в немецкий клуб «Хольштайн», с которым заключил четырёхлетнее соглашение. Дебютировал за клуб 30 июля 2023 года в матче против брауншвейгского «Айнтрахта», выйдя на поле в стартовом составе и отличившись также дебютной результативной передачей, благодаря которой футболист одержал свою первую победу в немецком чемпионате. Дебютный гол за клуб забил 5 августа 2023 года в матче против клуба «Гройтер Фюрт», реализовав пенальти.

## Международная карьера
В июле 2022 года футболист получил вызов в национальную сборную Японии. Дебютировал за сборную 19 июля 2022 года в матче чемпионата Восточной Азии против сборной Гонконга, отличившись 2 забитыми голами. По итогу вместе со сборной стал чемпионом турнира.
В ноябре 2022 года отправился со сборной на чемпионат мира. Вместе сборной вышел в этап плей-офф, заняв 1 место группе. Закончил своё выступление на чемпионате в матче 1/8 финала 5 декабря 2022 года против Хорватии в послематчевой серии пенальти, где японцы оказались слабее. Сам футболист на чемпионате так и не дебютировал за сборную, проведя все 4 матча на скамейке запасных.

## Достижения
Клубные
«Джираванц Китакюсю»
- Победитель Третьего дивизиона: 2019

Сборная
Япония
- Победитель чемпионата Восточной Азии: 2022